# 托克苏克贝 (阿拉斯加州)
托克苏克贝（英語：Toksook Bay），是美国阿拉斯加州的一座城市。该市的人口在2000年为532人，2010年有590人。人口在阿拉斯加州排行第46。